# Tine Hardenová

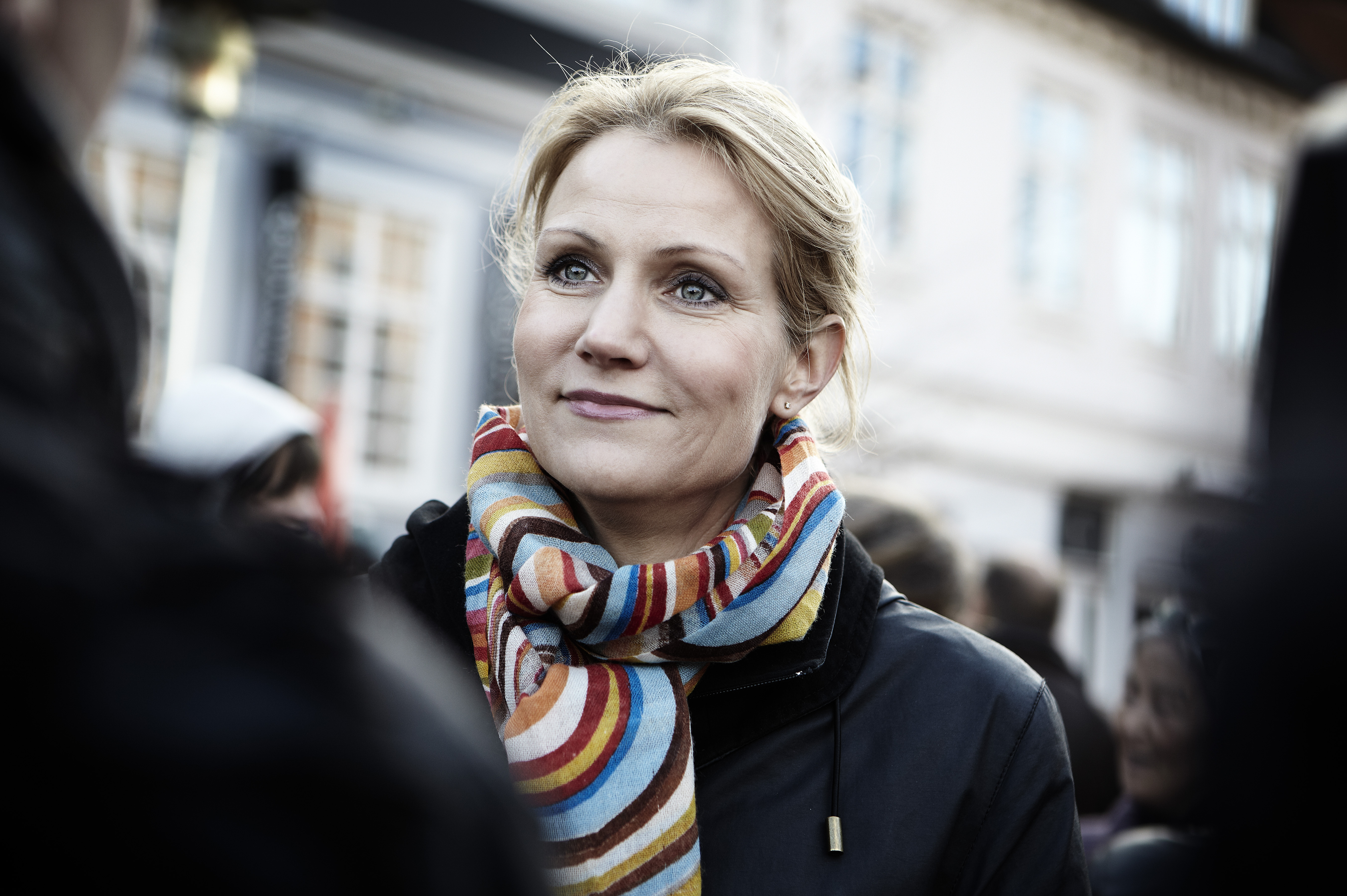
Tine Hardenová: dánská politička Helle Thorningová-Schmidtová, 13. listopadu 2010

Tine Hardenová (nepřechýleně Tine Harden; * 24. srpna 1960) je dánská fotografka.

## Životopis
Tine Hardenová pracovala mnoho let jako novinářská fotografka pro Politiken.
Hardenová pořídil řadu snímků v Africe a bývalé východní Evropě. Doma pořídila několik snímků politiků, například nový mluvčí Folketingu v roce 1989, ministr zahraničních věcí v roce 1992 a portrét předsedy vlády v Marienborgu v roce 2004. Hardenová také pořídil snímky z míst, jako je Kødbyen v Kodani, stejně jako Opera v Kodani.
Vydala fotoknihu A kick out of Africa s fotbalovými fotkami z Afriky.
Několikrát vystavovala v Galerii Asbæk v Kodani. Kromě toho vydala knihy Victor Borge (2001) a Med slør - og uden (2005).
Tine Hardenová byla v letech 1992 a 1999 novinářskou fotografkou roku. V roce 1992 byla také oceněna novinářskou fotografií roku s obrázkem dotčeného ministra zahraničí Uffe Ellemana-Jensena v hlasování pro Evropskou unii. V roce 2000 také vyhrála kategorii Příroda a životní prostředí ve World Press Photo.

## Galerie

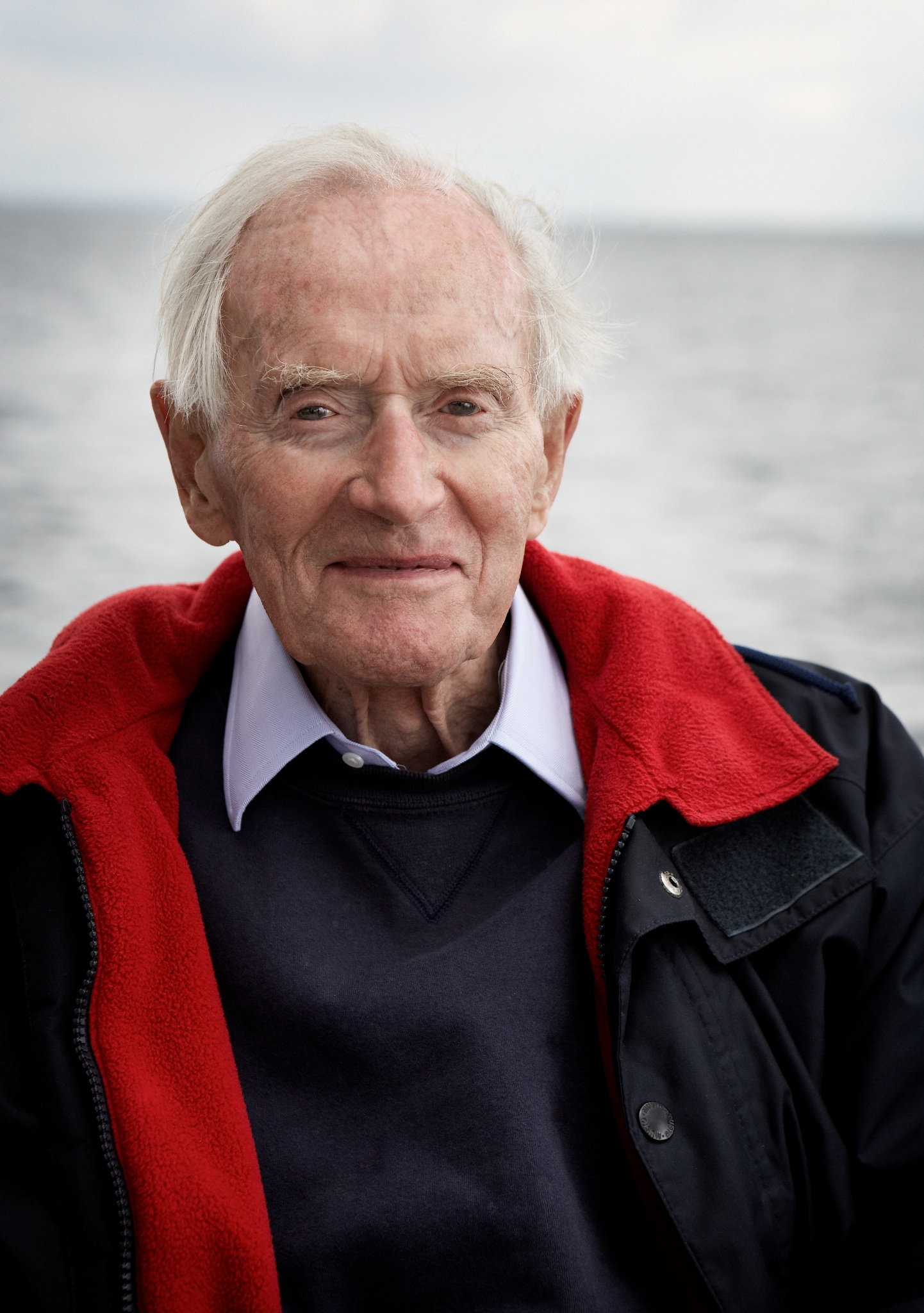
Mærsk Mc-Kinney Møller, 2008
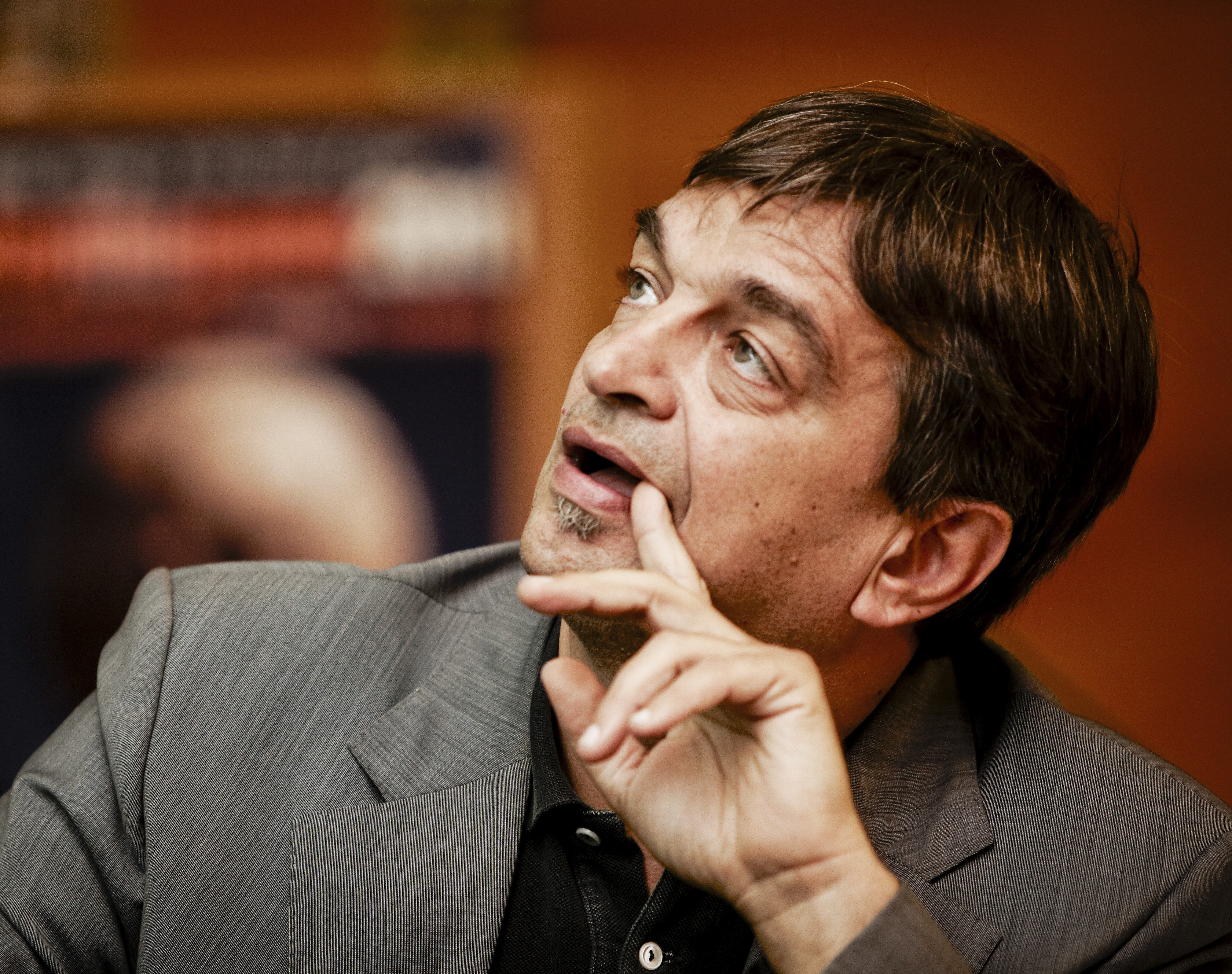
Jérôme Champagne
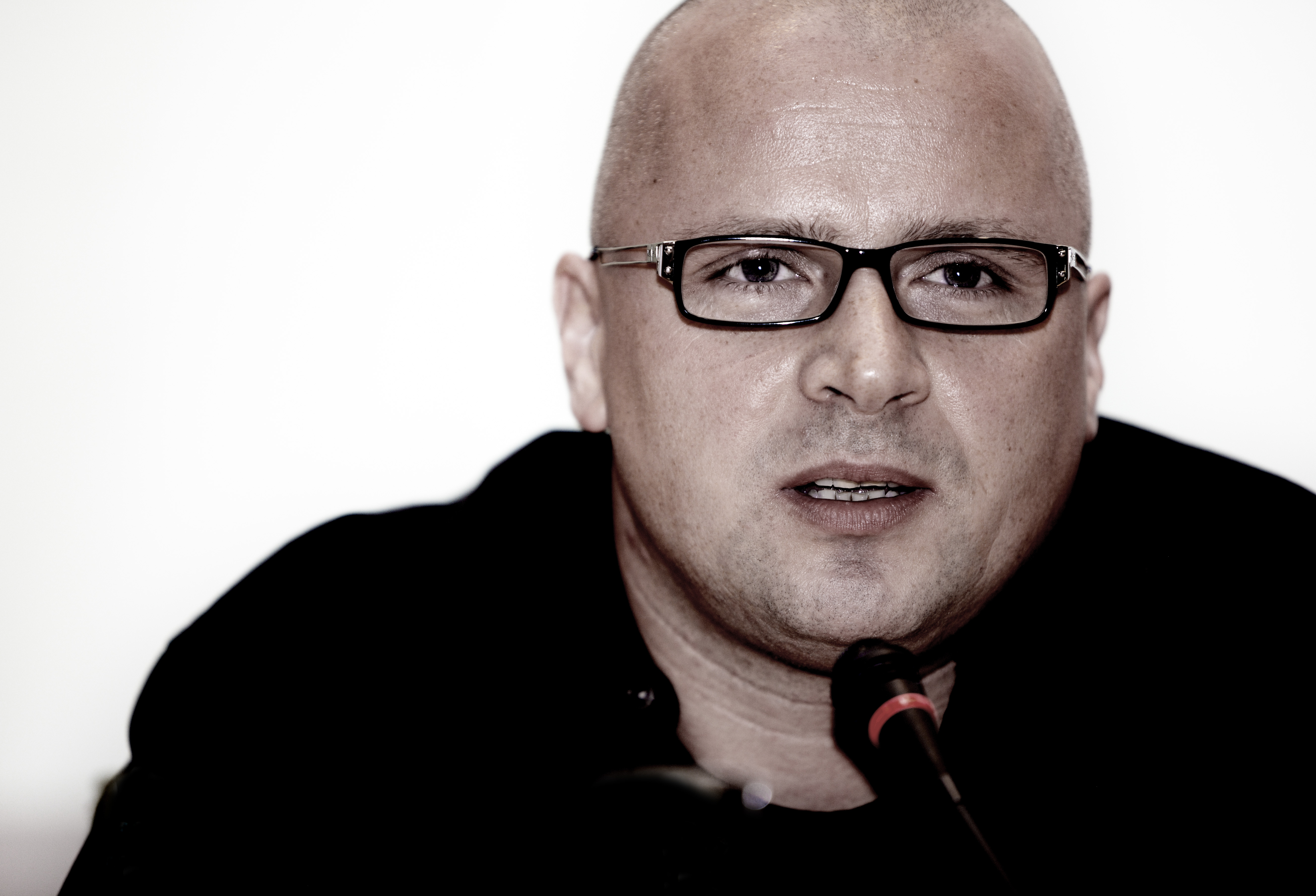
Jens Weinreich, 2011
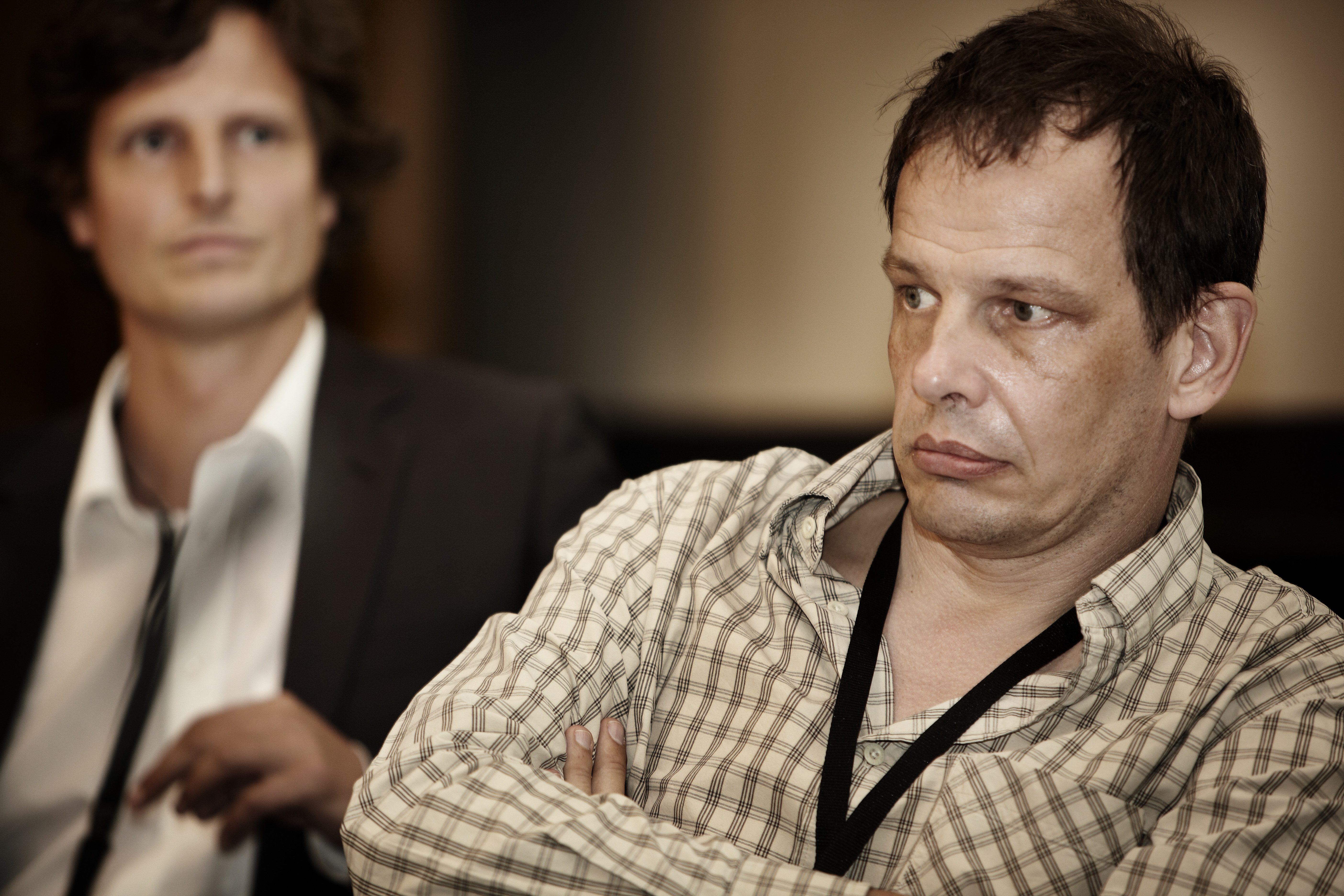
Perikles Simon a Hajo Seppelt, 2011
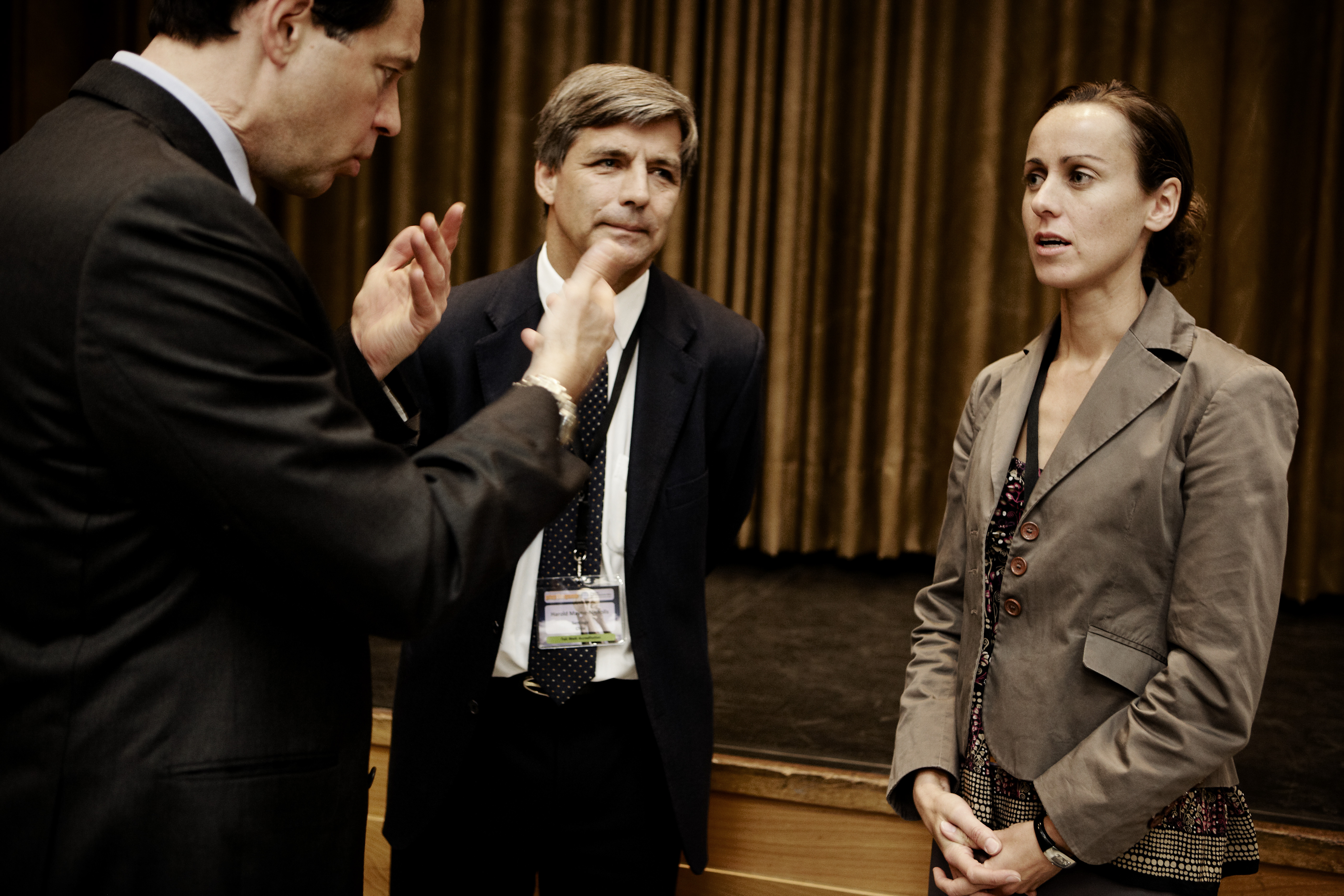
Play the Game
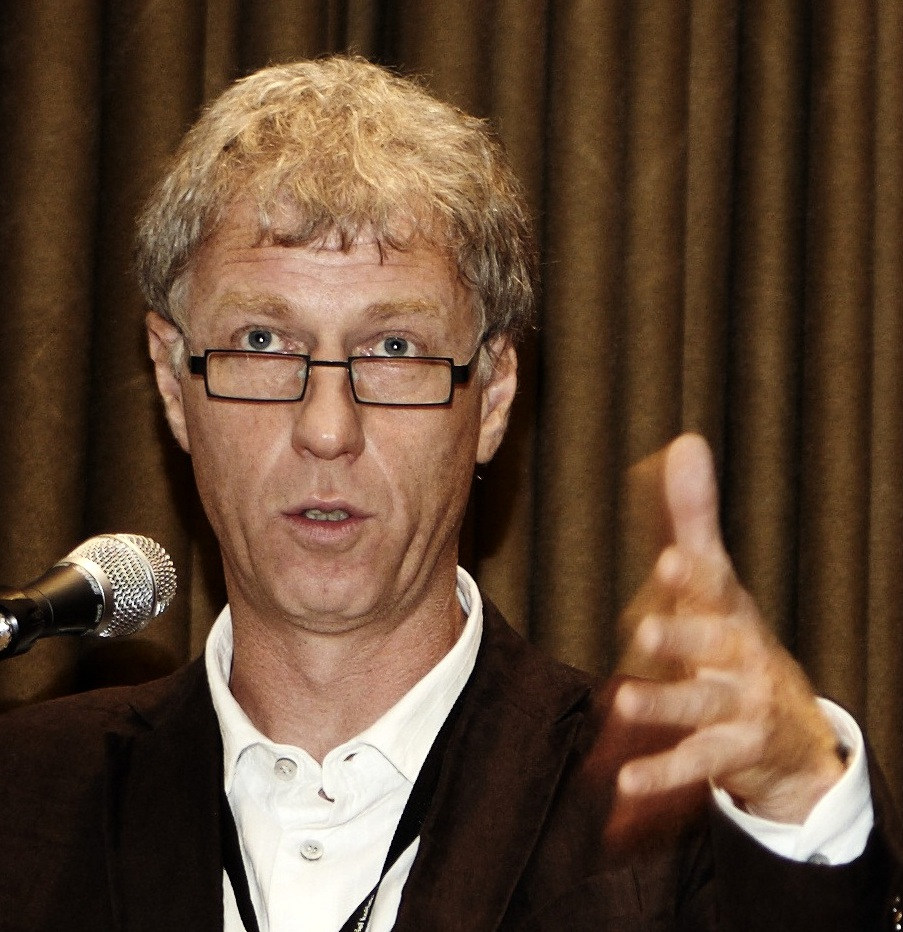
Hans Bruyninckx, Play The Game